# Draycot Moor
Draycot Moor var en civil parish från 1866 till 1971 då den blev en del av Kingston Bagpuize with Southmoor, i grevskapet Berkshire (nu Oxfordshire), i England. Civil parish var belägen 14 km från Oxford och hade 457 invånare år 1961. Byn nämndes i Domedagsboken (Domesday Book) år 1086, och kallades då Draicote.